# ال پلایون (سانتاندر)
ال پلایون (انگلیسی: El Playón, Santander) نام شهری در کشور کلمبیا است.